# リヴァイアサン (ホッブズ)

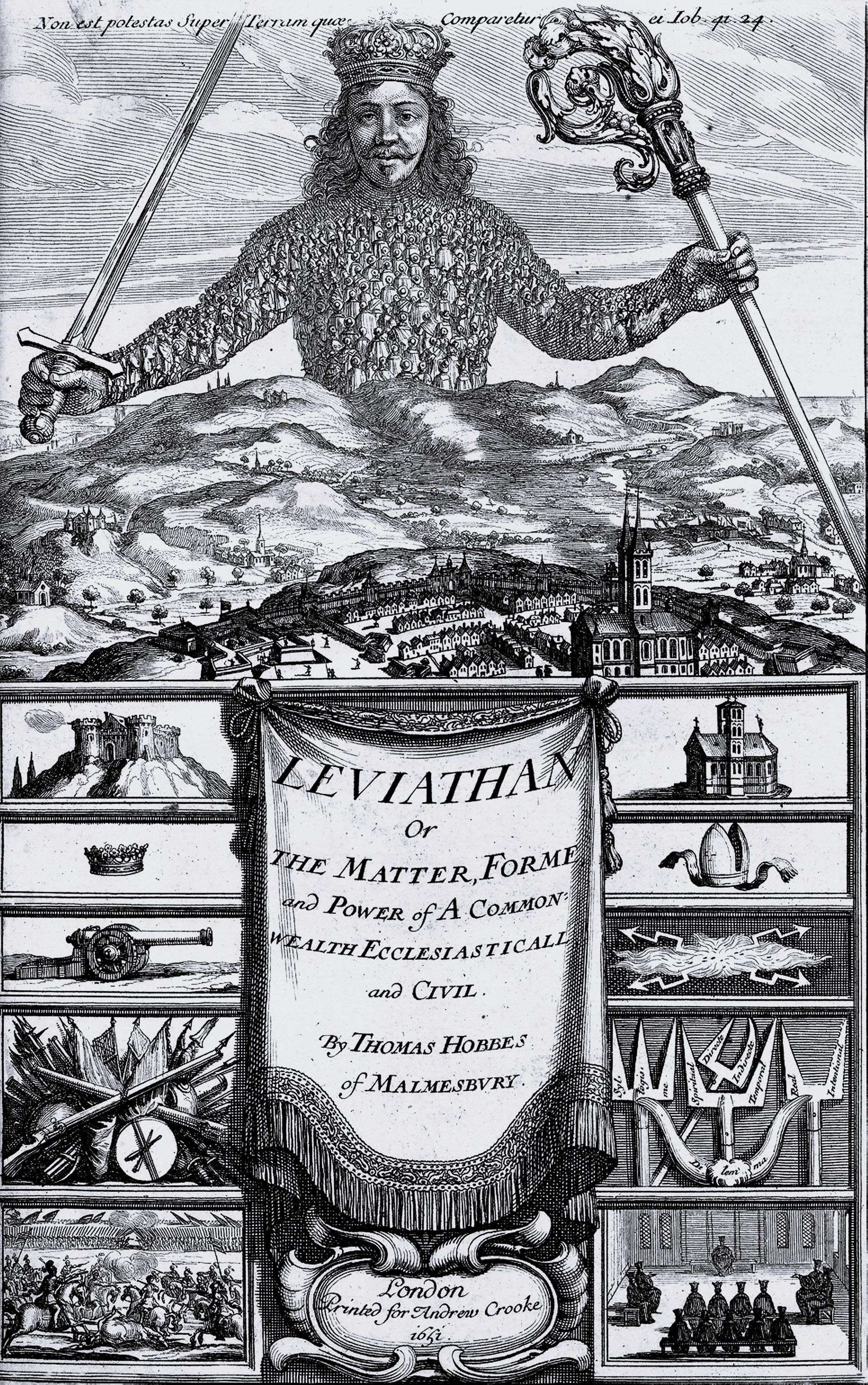
アブラハム・ボスによる『リヴァイアサン』の表紙。上部に描かれた巨大な支配者の身体は多数の人間から構成されている。

『リヴァイアサン』（英: Leviathan）は、英国（イングランド王国）の哲学者トマス・ホッブズが1651年に著した政治哲学書。自然状態・自然権・自然法といった概念を基盤として、社会契約が説かれている。題名は旧約聖書（ヨブ記）に登場する海の怪物レヴィアタンの名前から取られた。正式な題名は、『リヴァイアサン、あるいは教会的及び市民的なコモンウェルスの素材、形体、及び権力』（英: Leviathan or The Matter, Forme and Power of a Commonwealth Ecclesiasticall and Civil）。

## 概要
本書はホッブズによって著された国家についての政治哲学の著作である。西洋における国家の概念は人間の政治的性格によって成立しているポリスであるが、ルネサンス以後には近代的な国家の概念は見直された。ニッコロ・マキャヴェッリが権力関係から国家の成立を考察しており、さらに宗教戦争や内戦などを通じて国家の新たな哲学的な基礎付けが求められるようになった。ホッブズはイギリスでの内乱（清教徒革命、後述）を通じてこの問題意識を持つようになり、新しい国家理論の基礎付け、新たな政治秩序を確立することを目指した。
ホッブズは人間の自然状態を、決定的な能力差の無い個人同士が互いに自然権を行使し合った結果としての万人の万人に対する闘争（羅: bellum omnium contra omnes, 英: the war of all against all）であるとし、この混乱状況を避け、共生・平和・正義のための自然法を達成するためには、「人間が天賦の権利として持ちうる自然権を国家（コモンウェルス）に対して全部譲渡（と言う社会契約を）するべきである。」と述べ、社会契約説を用いて、従来の王権神授説に代わる絶対王政を合理化する理論を構築した。ホッブズはこの国家（コモンウェルス）を指して「リヴァイアサン」と言っている。口絵の上段に描かれている王冠を被った「リヴァイアサン」は政府に対して自らの自然権を譲渡した人々によって構成されている。
この理論は臣民（ここで言う臣民は、国家権力の行使を受ける客体としての人民）の自由が主権者の命令である法の沈黙する領域に限定されているが、「自己防衛」の場合に限り主権者に対する臣民の抵抗権が認められる。
ホッブズの国家理論は、トゥキディデスの『戦史』の翻訳や人間の欲望を基礎にしながら合理的な計算を行うことで政治秩序を構築することを論じた『法学要綱』を発表していることから分かるように、現実主義的な考え方を持っていたことが分かる。この議論は後にジョン・ロックが『統治二論』でホッブズとは異なる自然状態論から社会契約の枠組みで国家の規範理論の再検討を行い、またジャン・ジャック・ルソーが『社会契約論』で自由意志を持つ各個人の社会契約に基づいた国家の在り方を論じ、数多くの批判がなされることになる。一方でマイケル・オークショットが本書を人間本性の分析から国家の正当性構築を試みた政治哲学の著作として高く評価している。今日においても本書は国内政治学や国際政治学における国家の人格の統一性や構造の人工性、主権の絶対性を巡る議論を提起している。

## 成立史
スペイン帝国の無敵艦隊がイングランドに迫る1588年4月5日にホッブズは生まれた。幼少の頃から英才教育を受け、14歳でオックスフォード大学に入学して論理学やスコラ哲学を学んだ。1608年に卒業し、名門貴族の家庭教師となった。1610年にヨーロッパ大陸へ家庭教師としての引率の仕事で渡った時に、近代の哲学や自然科学の知識に触れ、1629年のヨーロッパ大陸渡航ではユークリッド幾何学のような演繹的方法論を習得し、1630年の3度目の渡航では歴史と社会についての学問的体系の基礎を構築している。このような知的背景を持ちながら生涯にわたって政治についての研究を行い、トゥキディデス『戦史』の翻訳のほか、自著として『法学原理』『市民論』と本書『リヴァイアサン』、『ベヒーモス』などを発表した。
ホッブズが思想を形成する時期はイングランドにとって立憲政治が成立する過渡期であった。1603年にスチュアート朝がイングランド国王を兼ねるようになり、国王によってイギリス国教会の批判と王権神授説が主張されると議会の大抗議が行われ、国王と議会の対立が深刻化した。そして1628年に権利の請願がエドワード・コークによって起草され、翌1629年には議会が解散された。しかしスコットランドで反乱が発生すると国王は戦費調達のために議会を召集したが、国王と議会の対立はさらに進行し、1642年に内戦に突入した。この内戦はピューリタン革命と呼ばれ、オリバー・クロムウェルたち議会派がコモンウェルスを掲げるイングランド共和国を樹立することになった。国王チャールズ1世は敗れて1649年に処刑された。
絶対的な独裁者だったオリバー・クロムウェルの死後、世襲したリチャード・クロムウェルの失政によって王政復古の機運が高まり、チャールズ2世が国王として呼び戻され、スチュアート朝が復活した。しかし次代のジェームズ2世が専制政治を行ったため、議会はオランダ総督であったウィリアム3世を国王とし、権利章典を承認させて国王の絶対的権利を制限することで立憲王政が成立した。この革命は名誉革命と言われ、先のピューリタン革命と合わせて市民革命と呼ばれる。
ホッブズはこうしたイングランドの内乱を避けて1640年にフランスに亡命し、1652年に帰国した。本書『リヴァイアサン』が執筆されたのはクロムウェルが政権を掌握して国王のチャールズ2世がフランスへ亡命していた1651年であり、イギリスは市民革命による混乱の時代であった。

## 構成
以下のように、全4部47章から成る。
- 序説
- 第1部 人間について
  - 第1章 感覚について
  - 第2章 イマジネーションについて
  - 第3章 イマジネーションの継起あるいは連続について
  - 第4章 言語（スピーチ）について
  - 第5章 推論及び学問について
  - 第6章 一般に情念と呼ばれる意志を持った運動の内的発端について、また、その表現としての話法（スピーチ）について
  - 第7章 論及の結末、または解決について
  - 第8章 一般に知的と言われる様々な徳、またそれらとは逆の欠点について
  - 第9章 知識の種々の主題について
  - 第10章 力、価値、位階、名誉、ふさわしさについて
  - 第11章 態度（マナーズ）の相違について
  - 第12章 宗教について
  - 第13章 人間の自然状態、その至福と悲惨について
  - 第14章 第一、第二の自然法と、契約について
  - 第15章 他の自然法について
  - 第16章 人格、本人及び人格化されたものについて
- 第2部 コモンウェルスについて
  - 第17章 コモンウェルスの理由、生成、定義について
  - 第18章 設立された主権者の権利について
  - 第19章 設立によるコモンウェルスの種類と主権の継承
  - 第20章 父権的及び専制的な支配について
  - 第21章 国民の自由について
  - 第22章 政治的及び私的な国民の諸団体（システムズ）について
  - 第23章 主権の公的代行者について
  - 第24章 コモンウェルスの栄養摂取と生殖作用について
  - 第25章 助言について
  - 第26章 市民法について
  - 第27章 犯罪、免罪、罪の軽減について
  - 第28章 処罰と報酬について
  - 第29章 コモンウェルスを弱め、解体させることがらについて
  - 第30章 主権を持つ代表者の職務について
  - 第31章 自然による神の王国について
- 第3部 キリスト教的コモンウェルスについて
  - 第32章 キリスト教的政治原理について
  - 第33章 『聖書』諸篇の数、時代、意図、権威、及びその解釈者たちについて
  - 第34章 『聖書』諸篇における霊、天使、及び霊感の意味について
  - 第35章 『聖書』における神の王国、ホーリー、セイクリッド、及びサクラメントの意味について
  - 第36章 神の言葉と預言者たちについて
  - 第37章 奇跡とその効用について
  - 第38章 『聖書』における永遠の生命、地獄、救済、来たるべき世界、罪のあがないの意味について
  - 第39章 『聖書』における教会という語の意味について
  - 第40章 アブラハム、モーセ、祭司長たち、ユダの王たちにおける神の王国の諸権利について
  - 第41章 祝福された救世主の職務について
  - 第42章 教会の権力について
  - 第43章 人が天上の王国に受け入れられるに必要な条件について
- 第4部 暗黒の王国について
  - 第44章 『聖書』の誤った解釈からくる霊的暗黒について
  - 第45章 悪魔の学、その他異邦人の宗教の遺物について
  - 第46章 空虚な哲学と虚構の伝統から生じた暗黒について
  - 第47章 こうした暗黒から生じる利益について、及びそれは誰に帰属するのか
- 総括と結論

## 内容
本書は人間が持っている感覚やイマジネーション、言語、また運動、知識などについて述べた後に人間の自然状態の性質やそれを乗り越えるための規範である自然法を論じた第1部「人間について」に始まる。また第2部「国家について」では国家が創設される理由や国家における主権者と臣民の関係を論じた。第3部「キリスト教国家について」ではキリスト教の政治原理に始まり、聖書での教会や教会権力の意義を考察する。第4部「暗黒の王国について」では暗黒の支配者について述べており、最後の結論では人間の本来的な能力からそれまでの議論を概括している。

### 人間本性
ホッブズは人間が本来的に持っている性質から論考を始める。そもそも人間の認識過程は感覚に基づいている。感覚は外界の物体運動に対して反応し、視覚により得られた物体の運動は映像として人間に働きかける。これは像、またはイマジネーションと呼ばれ、記憶や思考そのものでもある。思考は目的に規制されたものとそうでないものがある。この思考の途上で認識対象に名称を与えることが可能である。名称が与えられた物はたとえ直接確認しなくとも、名称を思い出すことで記憶を呼び戻す。物体そのものから分離して使用される名称は言語となり、人間の理性にとって最も重大なものである。
言葉は人間に学問を可能とした。学問の出発点は定義と呼ばれる適切な名称を用いて命題を構築することである。その命題から論理的思考に基づいて推論を進める。この一連の過程から得られる一連の帰結の知識が学問であり、その研究対象によって自然哲学と社会哲学に大別される。人間はこのような認識に基づいて自らの行動を決定しているものの、実際に行動を駆動しているのは状況認識ではなく人間の意志の働きがなければならない。人間の意志の働きは情念であり、恐怖、復讐、好奇心などのあらゆる情念が存在している。

### 自然状態
個々人が自らの意志を達成しようとする手段が権力であり、国家以前の状態である自然状態を理論的に想定した場合には大きな権力の格差は認められない。なぜなら各個人は権力の源泉となる身体、知性、性格、品位などによって多少の個性はあるものの、総合的な観点に立てば人間の能力は対等に与えられているからである。
しかし権力が平等であったとしても希求されている対象物が複数で分割できないために複数者の意志が達成できないならば彼らは敵対関係になる。人間の本性には競争、不信、自尊心の情念があり、これらは不可避的に敵対関係を創出する。したがって人間はこの敵対者に対して先制攻撃を加えることで殺害または服従させるかを選択することになる。これは人間の自己保存が最重要の価値と見なされる自然権であり、この自然権を追求することは自由でなければならない。
しかし自由に自然権を行使すれば人々は常に攻撃される危険に晒されることになり、結果的に自然状態は万人の万人に対する闘争に発展する。自然状態での闘争では戦闘が遂行されているかどうかが問題ではなく、それは危害を加える意図が示された状態と考えられる。このような状態では人間は永続的に恐怖と危険に備え続けなければならず、取引によって経済を発展させることは不可能であり、人間の生活は孤独かつ残忍なものとなる。

### 社会契約
自然状態での諸問題を解決するためには戦争をもたらす情念に着目しなければならない。これは自然権の行使を抑制し、また共通権力によって相互の約束を監視することが必要である。そのために自然状態で生まれた闘争を停止させるために自然法は次のような基本的な規範を示す。第一の自然法は「平和を手にする望みがある限り、平和へと進め。その望みがなければ戦争遂行のためあらゆる手段を使用せよ」というものであり、第二の自然法は「他人と共に平和と自己防衛のために必要な権利を放棄せよ」というものである。
この自然法に合意するためには相互に信約を締結し、自然権を放棄、譲渡することで共通権力を構成する。契約に参加する人々は代理人を立ててその代理人に共通権力を与えて契約の履行を監視させるのである。この関係は代理人と契約に参加する人々の同一性が維持されていることが必要である。この同一性によってもたらされる社会こそがコモンウェルス、国家と呼ばれる。

### 国家
ホッブズによれば国家はリヴァイアサンと呼ばれる。複数の行為者から構成されていながらも人格の単一性をもち、この人格を代表するのが主権者であり、それ以外は臣民となる。主権者が保有する主権は絶対的なものであり、一人で主権者となる政治体制は君主制、成員全体が主権者であるならば民主制、一部の人びとならば貴族制となる。
主権は臣民のための治安維持や国防、立法、司法、貨幣鋳造などの権限が含まれており、国家は臣民の自己保存を保障するものである。ただし主権者が全ての臣民の行動を統制できるわけではなく、法が沈黙する領域では臣民は自由である。主権者は社会契約に基づいており、全ての行動を制限できるわけではないからである。さらに臣民は主権者の命令に従うことで自己保存が損なわれる場合には逃亡による抵抗が認められる。

## 日本語訳
- 『リヴァイアサン』全4巻〈岩波文庫〉水田洋訳（岩波書店、1982-1992年）、改訳版
岩波文庫版は、巻末にラテン語版との比較がある。
- 『リヴァイアサン I・II』〈中公クラシックス〉永井道雄、上田邦義訳（川出良枝 新版解説、中央公論新社、2009年）
  - 元版『世界の名著 23 ホッブズ』永井道雄、上田（宗片）邦義訳（中央公論社、1971年）、中公版は一部抄訳
- 『リヴァイアサン 1・2』〈光文社古典新訳文庫〉、角田安正訳（光文社、2014-2018年）
  - 第1部・第2部のみの訳。
- 『リヴァイアサン 上・下』〈ちくま学芸文庫〉、加藤節訳（筑摩書房、2022年）